# Merlion Park
Der Merlion Park ist ein Wahrzeichen und eine Sehenswürdigkeit des Central Singapore District.
Der Merlion ist eine mythische Kreatur mit dem Kopf eines Löwen und dem Körper eines Fisches, die als Maskottchen von Singapur dient. Im Park befinden sich zwei Merlion-Statuen. Die originale Merlion-Statue ist 8,6 Meter hoch und speit Wasser aus ihrem Mund. Mittlerweile befindet sich in der Nähe dieser Statue ein Merlion-Jungtier, das lediglich zwei Meter hoch ist.

## Geschichte
Der ursprüngliche Merlion Park wurde von der singapurischen Tourismusbehörde in der Nähe der Mündung des Singapore River als Wahrzeichen von Singapur geplant. Die offizielle Eröffnung erfolgte am 15. September 1972 durch den damaligen Premierminister Lee Kuan Yew. Die Bauarbeiten für die Errichtung der Merlion-Statue begannen im November 1971 und wurden im August 1972 beendet. Sie befand sich nahe der Mündung des Singapore Rivers. Angefertigt wurde sie vom singapurischen Bildhauer Lim Nang Seng und seinen acht Kindern. Sie ist 8,6 Meter hoch und wiegt 70 Tonnen.

### Umzug des Merlion
Nach der Fertigstellung der Esplanade Bridge im Jahr 1997 befand sich der Merlion Park nicht mehr an der Mündung des Singapore River. Außerdem konnte die Statue von Marina Bay aus kaum noch gesehen werden. Am 23. April 2002 erfolgte der Umzug der Statue auf ein neu errichtetes Pier auf der anderen Seite der Esplanade Bridge, neben dem The Fullerton Hotel. Der Umzug, der am 25. April 2002 abgeschlossen wurde, kostete 7,5 Millionen Dollar. Am 15. September 2002 hieß der damalige Senior Minister Lee Kuan Yew den Merlion an seinem neuen Standort, dem aktuellen Merlion Park, willkommen. Dieser ist vier Mal größer als der ursprüngliche Standort.

### Beschädigung der Statue
Am 28. Februar 2009 wurde die Merlion-Statue zwischen 4 und 5 Uhr morgens von einem Blitz getroffen. Mitarbeiter gaben an, sie hätten eine Explosion gehört, gefolgt von einem lauten Knall, als abgebrochene Teile der Statue zu Boden fielen. Im März desselben Jahres wurden die Reparaturarbeiten abgeschlossen, ab dem 18. März 2009 spuckte der Merlion wieder Wasser.

### Restaurierung
2019 wurden Restaurierungsarbeiten am Merlion Park und an der Statue durchgeführt.

## Galerie

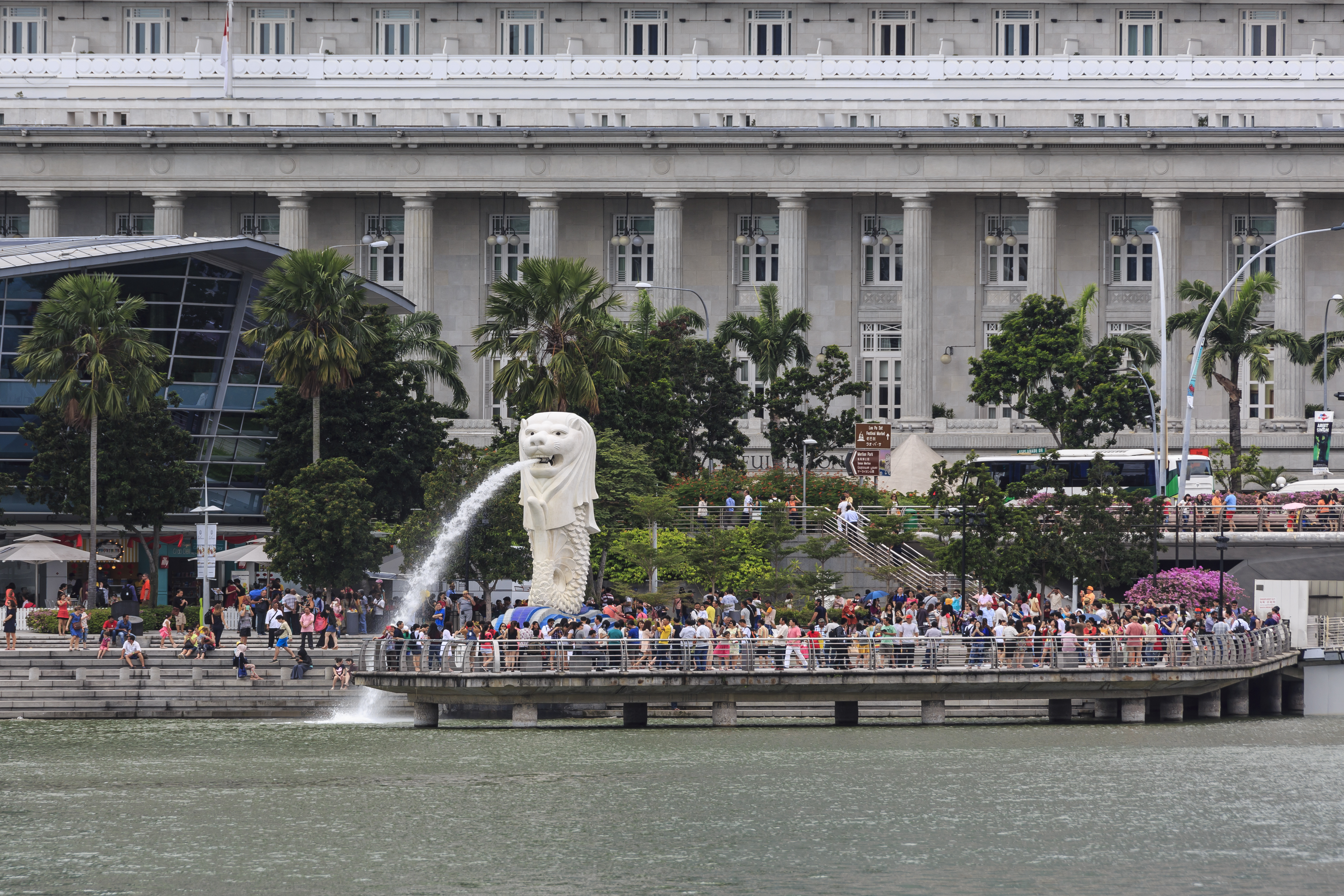
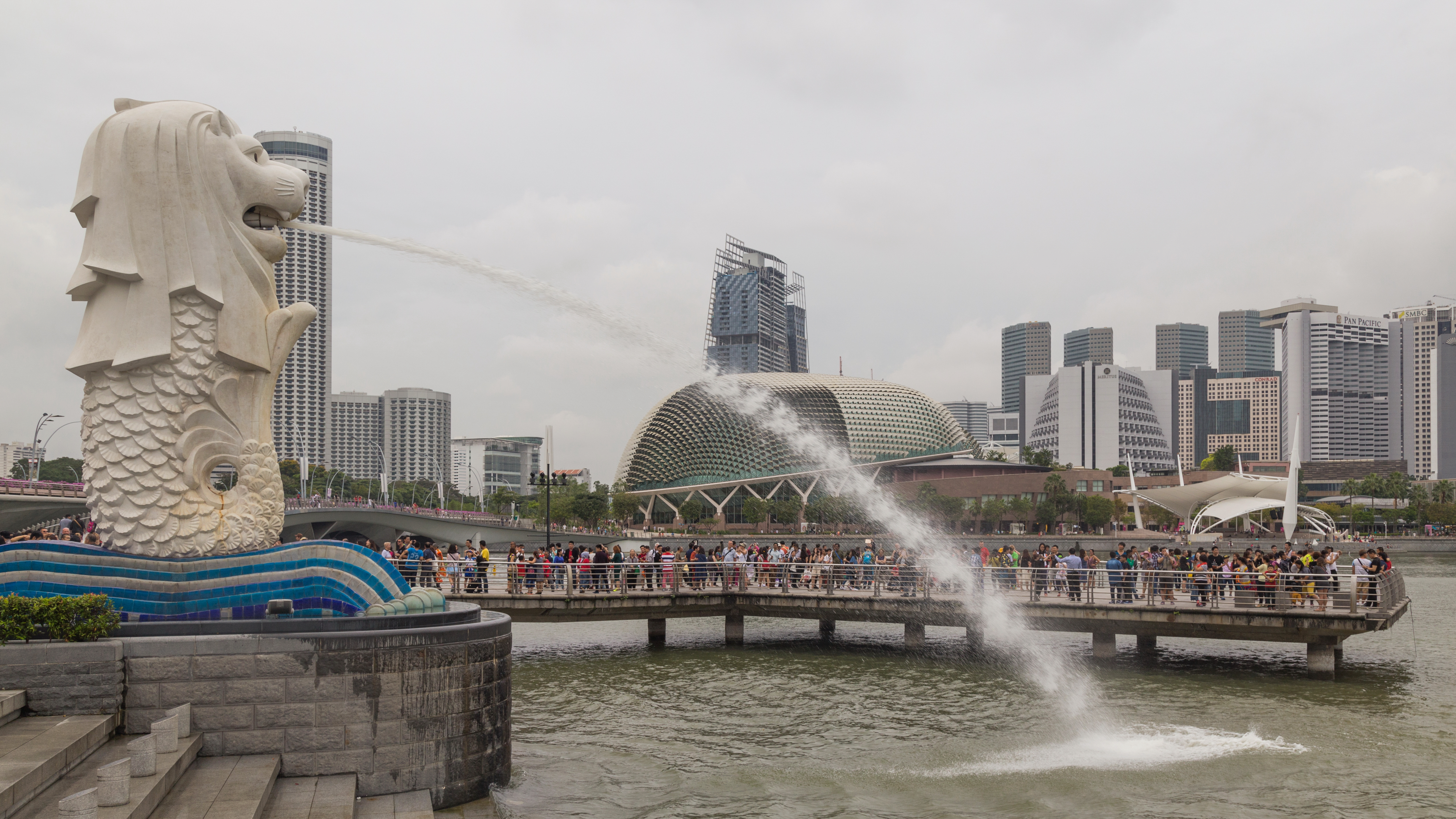
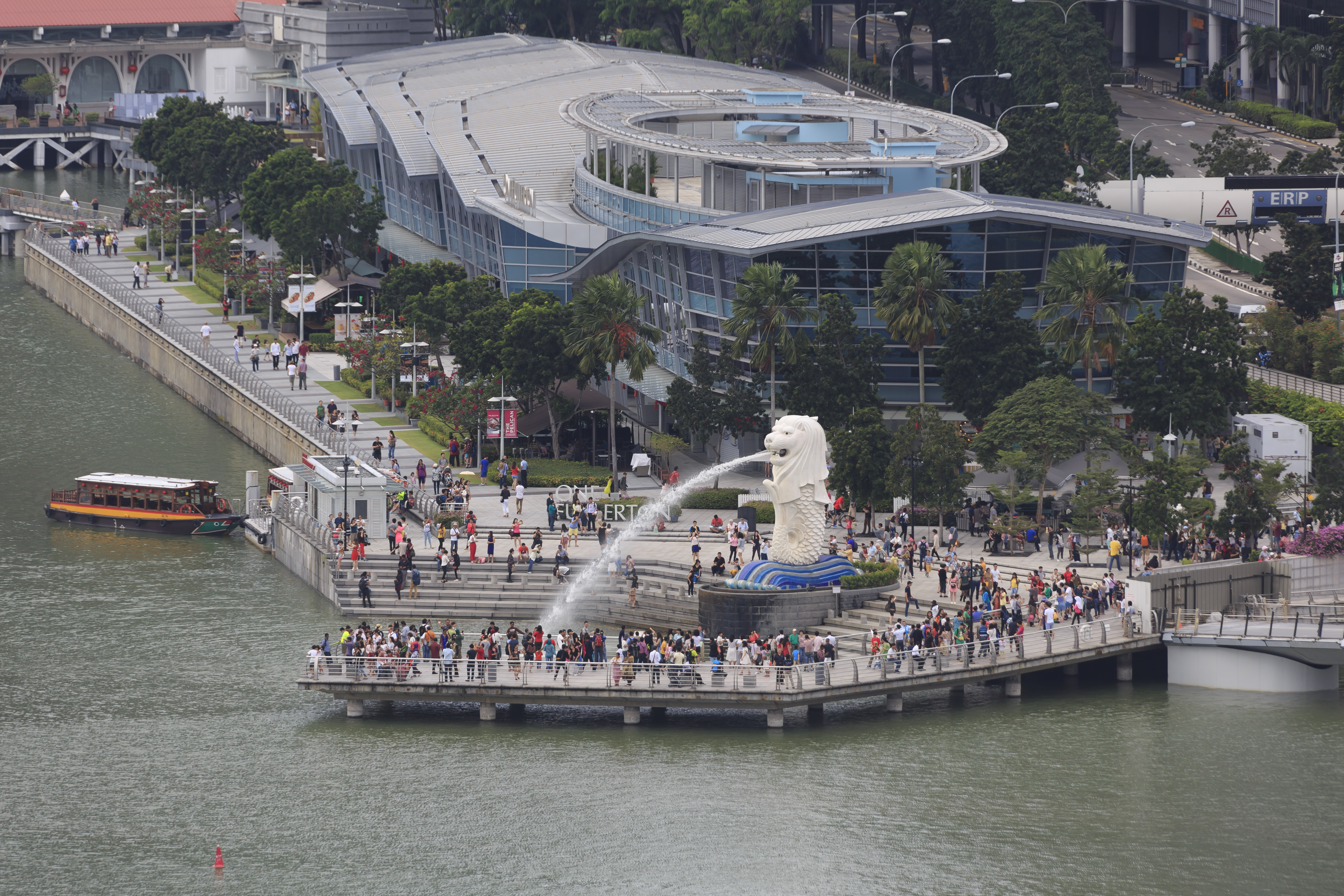
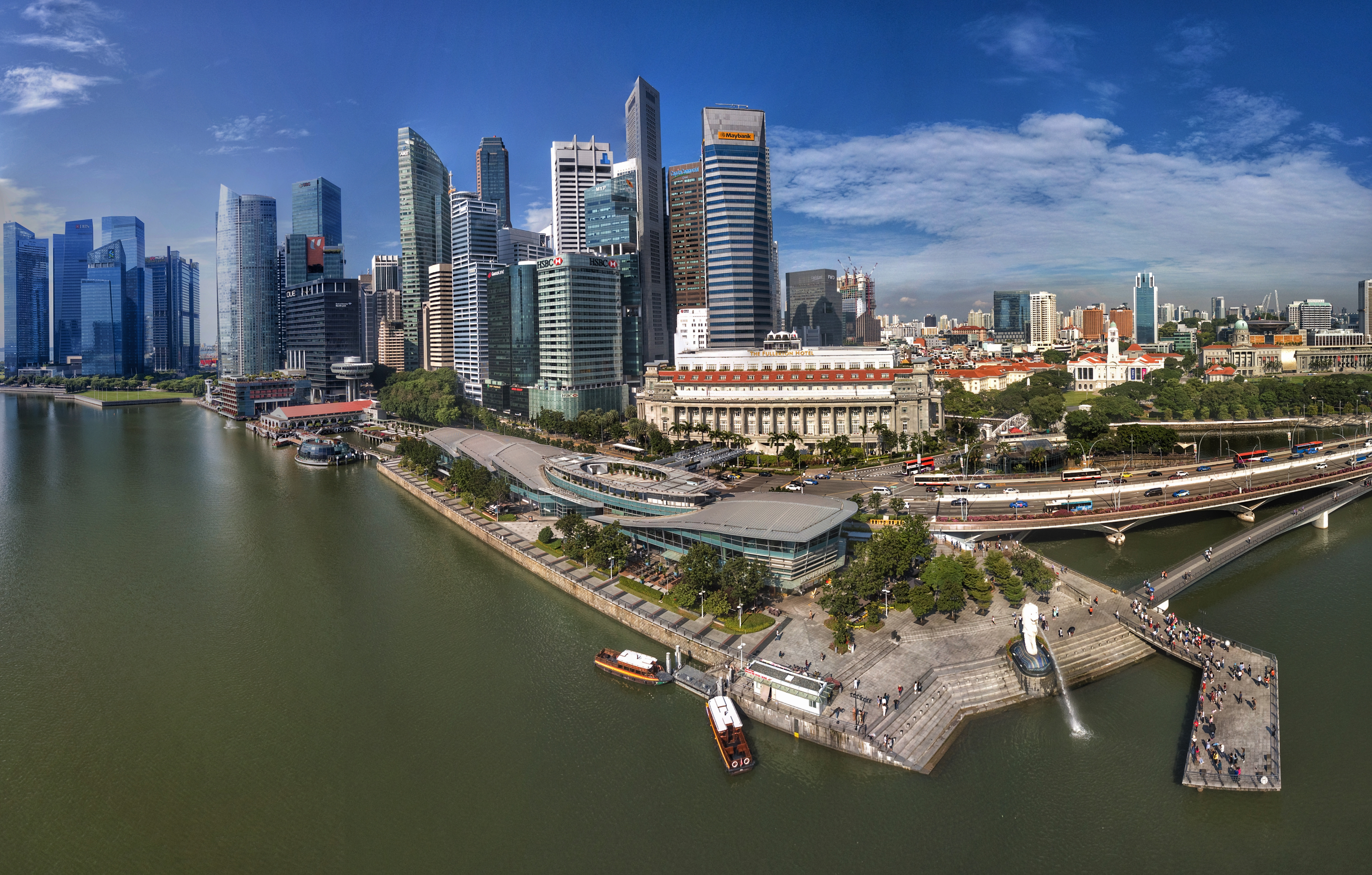
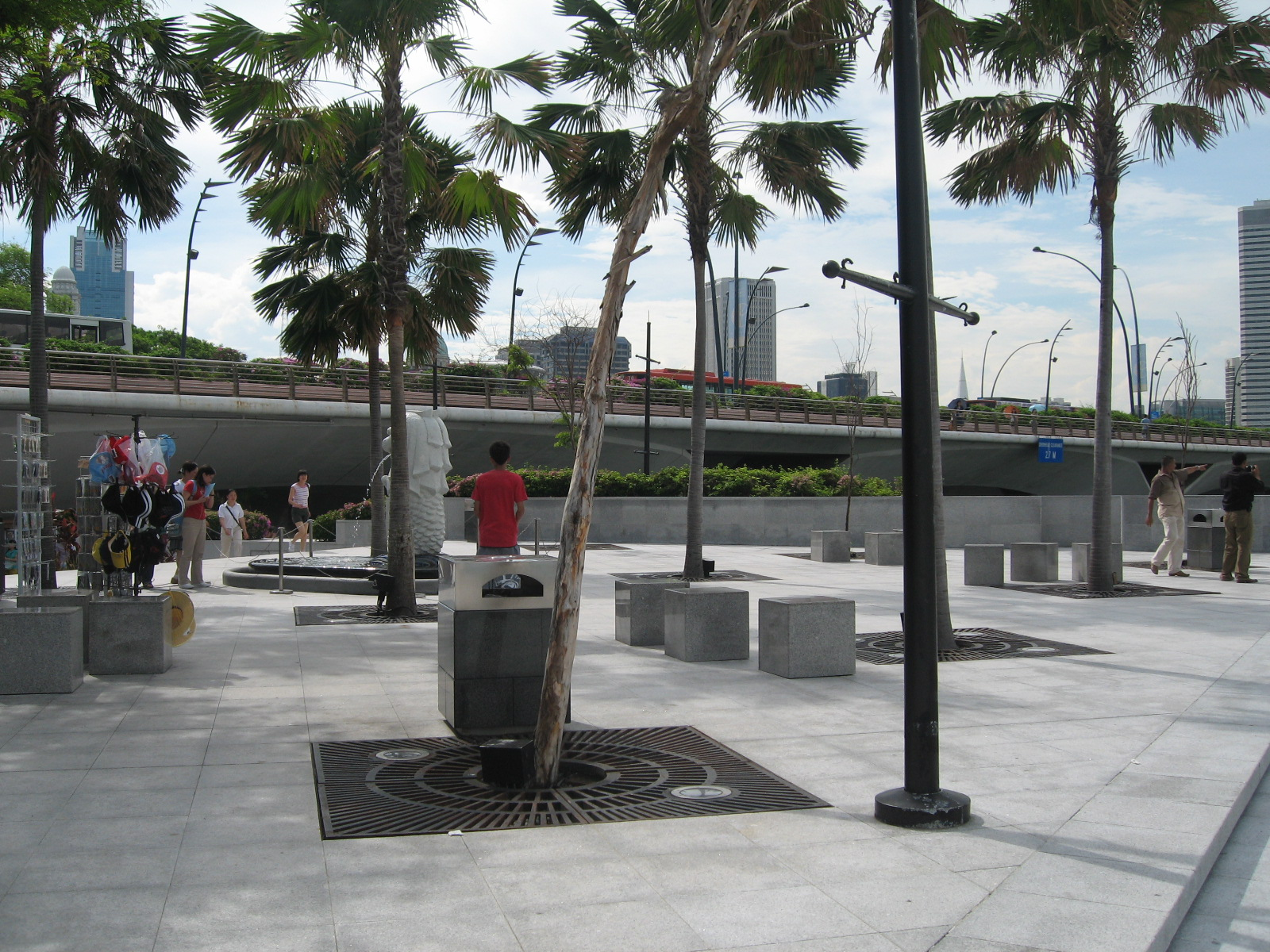
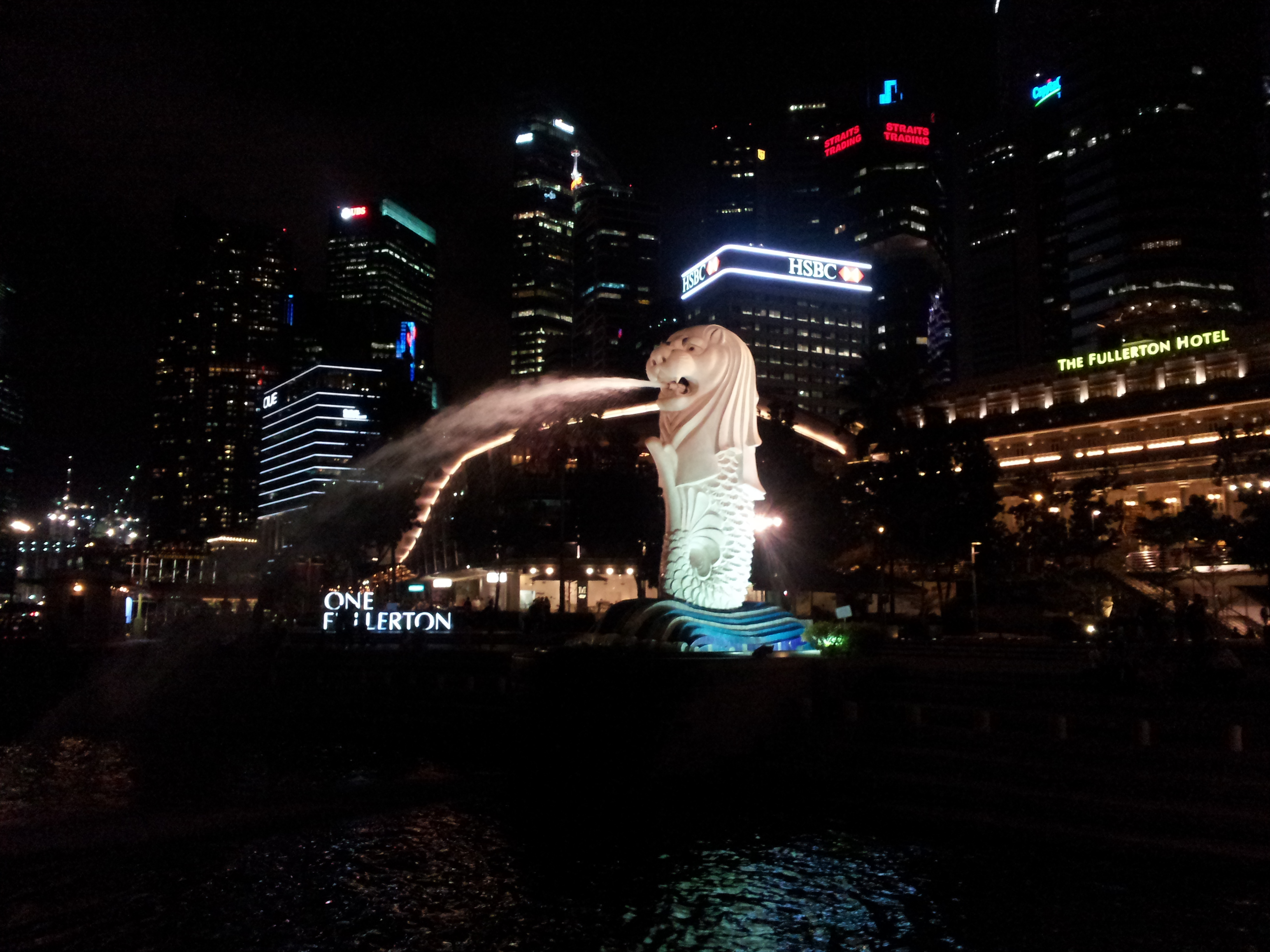